# El Progreso (Jutiapa)
El Progreso – niewielka miejscowość w południowo-wschodniej Gwatemali, w departamencie Jutiapa, około 12 km na południowy zachód od stolicy departamentu, miasta Jutiapa, oraz około 40 km na zachód od granicy z Salwadorem. Miasto leży w rozległe dolinie u podnóża gór Sierra Madre de Chiapas, na wysokości 952 m n.p.m., przy Autostradzie Panamerykańskiej.  Według danych szacunkowych w 2012 roku liczba ludności miasta wyniosła 7412 mieszkańców. 

## Gmina El Progreso
Jest siedzibą władz gminy o tej samej nazwie, która w 2012 roku liczyła 18 625 mieszkańców.  Gmina jak na warunki Gwatemali jest bardzo mała, a jej powierzchnia obejmuje tylko 68 km². Gmina ma charakter rolniczy.